# Faux-Fresnay
Faux-Fresnay és un municipi francès, situat al departament del Marne i a la regió del Gran Est. L'any 2007 tenia 348 habitants.

## Demografia

### Població
El 2007 la població de fet de Faux-Fresnay era de 348 persones. Hi havia 148 famílies, de les quals 40 eren unipersonals (20 homes vivint sols i 20 dones vivint soles), 56 parelles sense fills, 44 parelles amb fills i 8 famílies monoparentals amb fills.
La població ha evolucionat segons el següent gràfic:
Habitants censats

### Habitatges
El 2007 hi havia 177 habitatges, 149 eren l'habitatge principal de la família, 15 eren segones residències i 13 estaven desocupats. Tots els 177 habitatges eren cases. Dels 149 habitatges principals, 122 estaven ocupats pels seus propietaris, 23 estaven llogats i ocupats pels llogaters i 4 estaven cedits a títol gratuït; 2 tenien dues cambres, 15 en tenien tres, 41 en tenien quatre i 91 en tenien cinc o més. 105 habitatges disposaven pel capbaix d'una plaça de pàrquing. A 70 habitatges hi havia un automòbil i a 60 n'hi havia dos o més.

### Piràmide de població
La piràmide de població per edats i sexe el 2009 era:
| Homes | Edats   | Dones |
| ----- | ------- | ----- |
| 0     | 95 o +  | 0     |
| 0     | 90 a 94 | 0     |
| 0     | 85 a 89 | 4     |
| 8     | 80 a 84 | 0     |
| 8     | 75 a 79 | 16    |
| 24    | 70 a 74 | 12    |
| 4     | 65 a 69 | 12    |
| 12    | 60 a 64 | 4     |
| 8     | 55 a 59 | 8     |
| 0     | 50 a 54 | 4     |
| 16    | 45 a 49 | 8     |
| 16    | 40 a 44 | 28    |
| 16    | 35 a 39 | 16    |
| 4     | 30 a 34 | 12    |
| 4     | 25 a 29 | 0     |
| 12    | 20 a 24 | 4     |
| 12    | 15 a 19 | 8     |
| 16    | 10 a 14 | 0     |
| 16    | 5 a 9   | 4     |
| 4     | 0 a 4   | 0     |

## Economia
El 2007 la població en edat de treballar era de 211 persones, 154 eren actives i 57 eren inactives. De les 154 persones actives 135 estaven ocupades (77 homes i 58 dones) i 19 estaven aturades (8 homes i 11 dones). De les 57 persones inactives 25 estaven jubilades, 6 estaven estudiant i 26 estaven classificades com a «altres inactius».

### Ingressos
El 2009 a Faux-Fresnay hi havia 144 unitats fiscals que integraven 342 persones, la mediana anual d'ingressos fiscals per persona era de 18.597 €.

### Activitats econòmiques
Dels 6 establiments que hi havia el 2007, 1 era d'una empresa de fabricació d'altres productes industrials, 3 d'empreses de comerç i reparació d'automòbils i 2 d'empreses de transport.
L'any 2000 a Faux-Fresnay hi havia 21 explotacions agrícoles que ocupaven un total de 2.055 hectàrees.

## Poblacions més properes
El següent diagrama mostra les poblacions més properes.